# Liste der Naturdenkmäler in Gedern
Die Liste der Naturdenkmäler in Gedern nennt die auf dem Gebiet der Stadt Gedern, im Wetteraukreis (Hessen), gelegenen Naturdenkmäler. Sie sind nach dem Hessischen Gesetz über Naturschutz und Landschaftspflege (Hessisches Naturschutzgesetz – HAGBNatSchG) § 12 geschützt und bei der unteren Naturschutzbehörde des Wetteraukreises eingetragen. Die Liste entspricht dem Stand vom 1. Januar 2014.
| Bild | Bezeichnung            | Ortsteil, Lage                                                                                              | Beschreibung | Art             | Nr.     |
| ---- | ---------------------- | --- | --- | --------------- | ------- |
| BW   | Linde                  | Gedern, Flur 11, Flurstück 49 50° 25′ 17,7″ N, 9° 11′ 39,1″ O                                               | Winterlinde inmitten des Friedhofs. Schutzgrund: alt, ortsbildprägend.                                                                | Linde           | 440.028 |
| BW   | Wildfrauhaus mit Linde | Gedern, Flur 23, Flurstück 136 (VO); Flur 23, Flurstück 136/2 (tatsächlich) 50° 25′ 54,8″ N, 9° 12′ 10,9″ O | Aufgelassener, mit Wasser gefüllter, Basalt-Steinbruch am Vogelsberg, ältere Linde. Schutzgrund: landschaftsprägend.                  | Geotop          | 440.036 |
| BW   | 1 Linde, 2 Kastanien   | Nieder-Seemen, Flur 1, Flurstück 77 50° 23′ 18,4″ N, 9° 14′ 55,5″ O                                         | 1 Linde und 2 Rosskastanien am Wasserbehälter nordöstlich des Ortes auf einer Weide an der K208. Schutzgrund: alt.                    | Linde, Kastanie | 440.040 |
| BW   | Erlenbruchwald         | Wenings, Flur 18, Flurstück 1 50° 23′ 28,1″ N, 9° 10′ 25,4″ O                                               | Naturnaher Erlenbruchwald, Feuchtgebiet und Schwarzerlen, mit Wasserfläche nordwestlich des Ortes im Wald. Schutzgrund: Feuchtbiotop. | Schwarzerle     | 440.126 |

Die sehr alte Eiche des Naturdenkmals „30 Treppen mit Eiche“ (Nr. 440.039) in einem Waldbestand bei Gedern ist 2006 abgestorben und wurde aus der Liste gelöscht.